# Hans Köchler

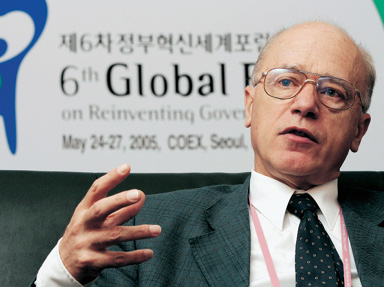
Hans Köchler.

Hans Köchler, född 18 oktober 1948 i Schwaz, Tyrolen, Österrike, är en framstående österrikisk filosof.
I sin generella filosofi är han ett barn av Edmund Husserl och Martin Heidegger, och i sin rättsfilosofi av Hans Kelsen. Köchler har gjort betydelsefulla bidrag till fenomenologin och den filosofiska antropologin, och har utvecklat en hermeneutik för transkulturell förståelse, vilken har påverkat dialogen mellan islam och västvärlden. Hans forskning i statsvetenskap och rättsfilosofi - i kombination med hans arbete i FN - har resulterat i en grundlig kritik av det statscentrerade internationella systemet, och konkret tagit sig uttryck i förslag till demokratisering av FN:s organisation och till ett öppnare förfaringssystem vid internationell rättsskipning.

## Biografi
Under sin studietid var Hans Köchler aktiv medlem som styrelseledamot av Europäisches Forum Alpbach där han kom i kontakt med ledande europeiska intellektuella och filosofer, som Manès Sperber, Hans-Georg Gadamer och Rudi Supek av den så kallade praxisskolan, och som han bjöd in till sina Innsbruckföreläsningar som han organiserade från 1969 och framåt. Från början av 1970-talet tillhörde han den närmaste kretsen runt Otto Molden, grundaren av Europäisches Forum Alpbach. Dessa år kom att forma honom och hans filosofi; till en början utvecklade han ett intresse för existentiell filosofi, transcendental filosofi och fenomenologi. I synnerhet ägnade han sig åt en epistemologisk kritik av Husserls transcendentala idealism, gjorde en tolkning av Heideggers teori om Varat såsom en samhällskritik, och öppnade - under kalla krigets dagar - en dialog med humanistiska filosofer från Praxisskolan i Jugoslavien och i Tjeckoslovakien. Som student hade han i Alpbach också kommit i kontakt med Ernst Bloch, Arthur Koestler och Karl Popper.
1972 doktorerade Köchler i filosofi vid universitetet i Innsbruck med högsta betyg ("sub auspiciis praesidentis rei publicae"). Under åren som närmast följde examen vidgades hans intresse till rättsfilosofi, och senare politisk filosofi. Han hade sedan början av 1970-talet förordat idén om en interkulturell dialog vilken sedan 1990-talet har kommit att bli verklighet. Sin hermeneutiska teori om en sådan dialog och om den därför nödvändiga kulturella självförståelsen, uttryckte han första gången vid Kungliga Vetenskapsakademien i Amman, Jordanien, i mars 1974, och därefter under en föreläsningsturné runt världen mars-april samma år. Han mötte då intellektuella och politiker från alla kontinenter. Bland hans åhörare fanns kulturministern av Egypten Yussef el-Sebai, och Senegals president Léopold Sédar Senghor. Som erkännande för denna teori om kulturella dialoger tilldelades han 2004 ett hedersdoktorat från Mindanao statliga universitet på Filippinerna.
Köchler utsågs till professor i filosofi 1982, och har vid universitetet i Innsbruck haft flera ledande positioner. Därtill har han varit gästprofessor i Malaysia och på Filippinerna.
Sedan 1972 är han ordförande för International Progress Organization (I.P.O.), som han också har grundat. Det är en NGO med konsultativ status i FN, och har medlemmar i över 70 länder från alla kontinenter. Han har också grundat Euregio Alpina, vilket är en transnationell strukturplanering för den alpinska regionen och som var en föregångare till det nya begreppet "Europaregioner" i Europeiska unionen. Under 1970- och 1980-talen deltog Köchler i den internationella fenomenologiska rörelsen, och anordnade flera konferenser om livsvärldens fenomenologi. Sedan 1988 är han samordnare av International Committee for Palestinian Human Rights (ICPHR), och samma år deltog han i bildandet av European Ombudsman Institute. Han har haft ett flertal andra viktigare förtroendeuppdrag, särskilt vad beträffar relationerna mellan öst och väst. Som filosof har han dessutom ingått i flera internationella expertgrupper om internationell demokrati, mänskliga rättigheter och utveckling, för bland annat Europakommissionen och Europarådet.

## Forskning och publikationer
Köchlers bibliografi innehåller mer än 350 böcker, rapporter och vetenskapliga artiklar. Under 1970-talet kom han via fenomenologin i kontakt med kardinal Karol Wojtyła, som senare blev påven Johannes Paulus II, och skrev en kommentar till dennes antropologiska teorier (Karol Wojtyła's Notion of the Irreducible in Man and the Quest for a Just World Order). Under 1980-talet engagerade sig Köchler i kritiken mot rättspositivismen (Philosophie - Recht - Politik, 1985), och utvecklade en teori om de mänskliga rättigheterna som basis för folkrättens validitet (Die Prinzipien des Völkerrechts und die Menschenrechte, 1981). Han tog även itu med demokratins tillämpbarhet i mellanstatliga relationer (Democracy in International Relations, 1986). Rättsfilosofin ledde honom till den politiska filosofins frågor, i synnerhet kritiken mot den representativa demokratins paradigm. Under 1990-talet blev Köchler i tilltagande grad indragen i frågor om världsordningen - vilket inkluderade betydelsen av och de filosofiska fundamenten för en dialog mellan civilisationer - och i vad han kallar en dialektisk relation mellan makt och lag. På grundval av dessa spörsmål framlade han ett förslag på en vittgående reform av Förenta nationernas organisation, i synnerhet vad beträffar Säkerhetsrådet, och ett annat förslag på en liknande reform av internationell rättsskipning och dess system.
Köchler är medlem av flera redaktioner för olika vetenskapliga tidskrifter.

## Internationellt inflytande
Köchler har anordnat många internationella konferenser i ämnena demokrati, mänskliga rättigheter, terrorism och konfliktlösning, bland annat "International Conference on the Question of Terrorism" i Genève (1987) och "Second International Conference On A More Democratic United Nations" (CAMDUN-2) vid FN:s huvudkvarter i Wien (1991). 1996 var han ordförande och samordnare av "International Conference on Democracy and Terrorism" i New Delhi. I mars 2002 föredrog han vid Filippinernas högsta domstol "The United Nations, the International Rule of Law and Terrorism." I september 2004 gav han "The Dialogue of Civilizations and the Future of World Order" vid det islamiska universitetet Marawi.
Genom sin forskning och sina samhälleliga initiativ har Köchler gjort stora bidrag till debatten om internationell demokrati och Förenta nationernas reform, i synnerhet Säkerhetsrådets. Han har bland annat engagerat sig i de humanitära aspekterna av fångutväxlingarna mellan Iran och Irak, och samarbetat med Seán MacBride med en appell mot kärnvapenkrig vilket ledde till en resolution av FN:s generalförsamling. Andra han har samarbetat med är till exempel Léopold Sédar Senghor, prins Hassan bin Al Talal av Jordanien, kardinal Franz König, och Zail Singh.
I april 2000 utsåg generalsekreterare Kofi Annan honom till observatör i Lockerbieaffären. I två rapporter analyserade han rättegången och förfarandet, vilket bidrog till en global debatt om problemen med och framtiden för ett internationellt rättsväsen. 
Köchler har erhållit ett flertal utmärkelser.